# علم نيوزيلندا

علم نيوزيلندا

علم نيوزيلندا الجمهوري

أعتمد علم نيوزيلندا في 24 أذار - مارس من سنة 1902 .

## أعلام نيوزيلندا

العلم المدني لنيوزيلندا .
علم القوات البحرية لنيوزيلندا .
علم القوات الجوية لنيوزيلندا .